# Yarumal
Yarumal ist eine Gemeinde (municipio) im Departamento Antioquia in Kolumbien.

## Geographie
Yarumal liegt in Antioquia, in der Subregion Norte, auf einer Höhe von 2265 m ü. NN, 123 km von Medellín entfernt. Die Gemeinde grenzt im Norden an Valdivia, im Osten an Campamento und Angostura, im Westen an San Andrés und im Süden an Santa Rosa de Osos.

## Bevölkerung
Die Gemeinde Yarumal hat 44.009 Einwohner, von denen 32.330 im städtischen Teil (cabecera municipal) der Gemeinde leben (Stand: 2022).

## Geschichte
Yarumal wurde 1787 im Auftrag des damaligen Gouverneurs Juan Antonio Mon y Velarde von Pedro Rodríguez de Zea zunächst unter dem Namen San Luis de Góngora gegründet. Seit 1821 hat Yarumal den Status einer Gemeinde. Auf dem Gebiet der Gemeinde fand eine wichtige Schlacht des Unabhängigkeitskrieges statt, die als Batalla de Chorros Blancos bekannt wurde.

## Wirtschaft
Die wichtigsten Wirtschaftszweige von Yarumal sind Landwirtschaft (Kaffee, Zuckerrohr, Bohnen, Bananen, Maniok, Mais, Kartoffeln und Kakao), Rinder- und Schweineproduktion, Bergbau (Gold, Kalkstein und Marmor), Industrie und Handel.

## Bildung
In Yarumal befindet sich ein Standort der Universidad de Antioquia. Der Standort wurde 2006 eröffnet.

## Söhne und Töchter der Stadt
- Gustavo Yepes (* 1945), Komponist, Pianist, Dirigent, Opernregisseur und Musikpädagoge
- Jhon Jairo Velásquez (1962–2020), Auftragsmörder
- Mauricio Ardila (* 1979), Radrennfahrer
- Alex Cano (* 1983), Radrennfahrer